# 上川パーキングエリア

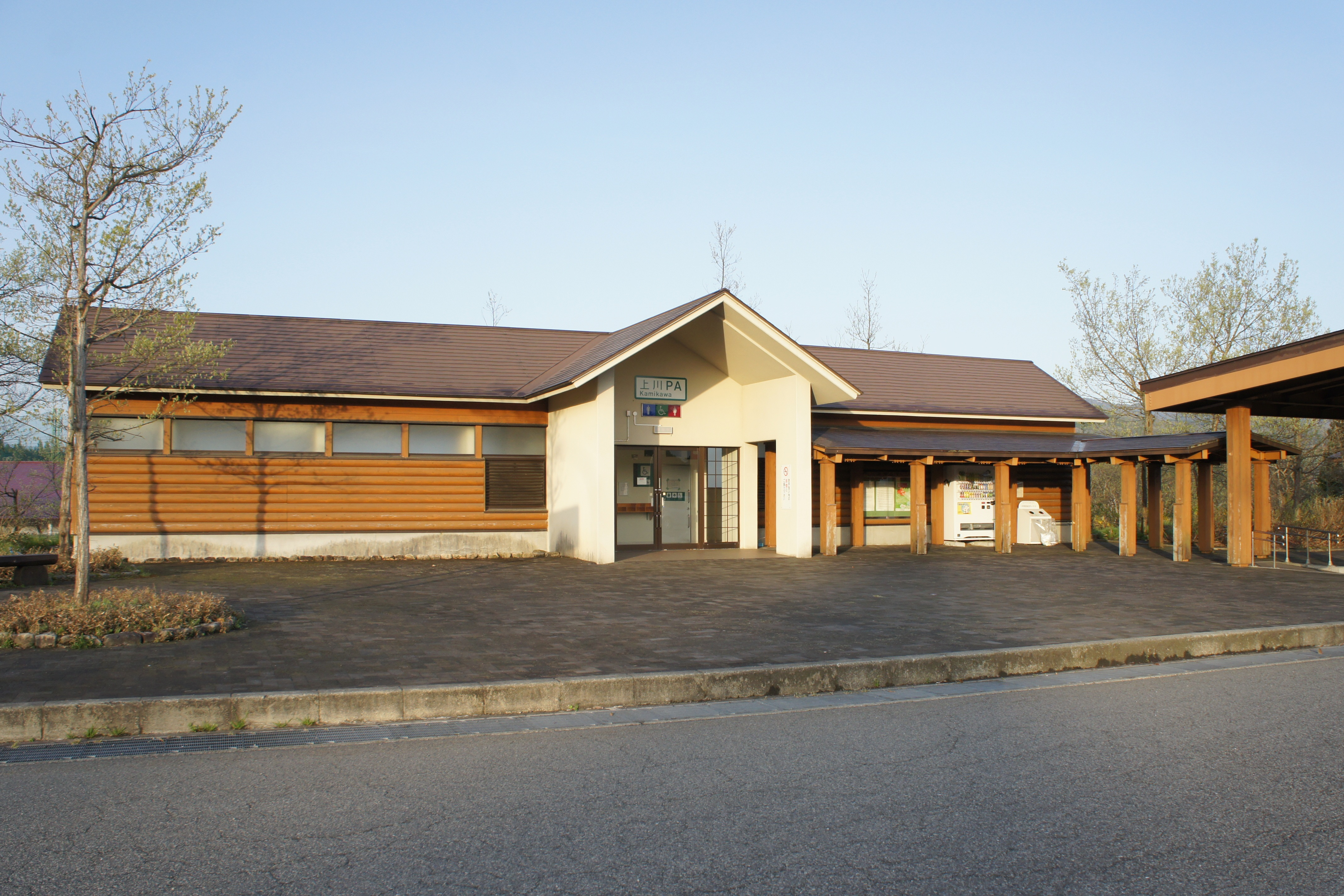
下り線（2011年5月）

上川パーキングエリア（かみかわパーキングエリア）は、新潟県東蒲原郡阿賀町にある磐越自動車道のパーキングエリアである。

## 施設
エリア内の花壇は、福島県立耶麻農業高等学校の生徒が植栽している。

### 上り線（いわき方面）
- 駐車場
  - 大型12台
  - 小型11台

- トイレ
  - 男性 大2（和式1・洋式1）、小5
  - 女性 7（和式2・洋式5）
    - 同伴の男児用 1

  - 車椅子用 1

- 自動販売機

### 下り線（新潟中央方面）
- 駐車場
  - 大型12台
  - 小型11台

- トイレ
  - 男性 大2（和式1・洋式1）、小5
  - 女性 7（和式2・洋式5）
    - 同伴の男児用 1

  - 車椅子用 1

- 自動販売機

## 隣
E49 磐越自動車道
(9) 西会津IC/PA - 上川PA - (10) 津川IC